# Ricardo Sá Pinto
Ricardo Manuel Andrade e Silva Sá Pinto (Porto, 1972. október 10. –) portugál válogatott labdarúgó, edző.

## Sikerei, díjai

### Játékosként
- Sporting CP
  - Portugál bajnok: 2001-2002
  - Portugál kupa: 1994–95, 2001–02
  - Portugál szuperkupa: 2000, 2002